# Sylke Otto
Sylke Otto (n. 7 iulie 1969, Karl-Marx-Stadt, Germania) este o sportivă ce a reprezentat Germania, medaliată olimpică. A participat la 3 ediții ale Jocurilor Olimpice (1992, 2002, 2006) în care a câștigat două medalii de aur.